# Bernd Jeffré
Bernd Jeffré (* 17. März 1964 in Kiel) ist ein deutscher Handbiker.

## Werdegang
Bernd Jeffré war Straßenbauer von Beruf. 2001 erlitt er einen schweren Unfall mit einem Kran und war fortan querschnittgelähmt. Seine Leidenschaft für das Handbiken entdeckte er nach der Rehabilitation, zunächst mit einem Vorspannbike vor dem Rollstuhl. 2003 fuhr er beim Marathon Hannover-Celle mit. Im Jahr darauf stieg er auf ein Handbike um. 2007 wurde er deutscher Vizemeister im Einzelzeitfahren, 2008 siegte er beim Berlin-Marathon. Jeffré ist Mitglied des Gymnastik-Club 1965 Nendorf, wo er mit Vico Merklein trainiert, mit dem gemeinsam er auch häufig zur Handbike-Staffel antritt.
2020 wurde Jeffré Vize-Weltmeister im Straßenrennen. Bei den Sommer-Paralympics 2012 errang er die Bronzemedaille im Zeitfahren. 2017, 2019 und 2021 errang er bei Weltmeisterschaften jeweils die Bronzemedaille im Team Relay (Staffel). Bei der WM 2017 belegte er zudem Platz drei im Straßenrennen.
2021 wurde Bernd Jeffré für die Teilnahme an den Sommer-Paralympics 2020 in Tokio nominiert.

## Erfolge
2010
- Straßenweltmeisterschaft – Straßenrennen

2012
- Sommer-Paralympics – Zeitfahren

2017
- Straßenweltmeisterschaft – Straßenrennen, Team Relay (mit Mariusz Frankowski und Andrea Eskau)

2019
- Straßenweltmeisterschaft – Team Relay (mit Annika Zeyen und Vico Merklein)

2021
- Straßenweltmeisterschaft – Team Relay (mit Annika Zeyen und Vico Merklein)